# جون فروست (سياسي)
جون فروست (بالإنجليزية: John Frost)‏ هو فنان وطباع وعضو المجلس المحلي ‏ وسياسي بريطاني (وحمل سابقاً جنسية المملكة المتحدة لبريطانيا العظمى وأيرلندا)، ولد في 25 مايو 1784 في نيوبورت في المملكة المتحدة، وتوفي في 27 يوليو 1877 في المملكة المتحدة.

## روابط خارجية
- جون فروست على موقع الموسوعة البريطانية (الإنجليزية)